# Colchis Capital Management
Colchis Capital Management, LP är en amerikansk hedgefond som förvaltade ett kapital på $1,238 miljarder för den 31 december 2016.
Företaget grundades 2005 av bröderna Edward och Robert Conrads.
De har sitt huvudkontor i San Francisco i Kalifornien.